# Justice (Star Trek: The Next Generation)
"Justice" es el octavo episodio de la primera temporada de la serie de televisión estadounidense de ciencia ficción Star Trek: The Next Generation. El episodio se emitió por primera vez en distribución televisiva el 9 de noviembre de 1987. Dirigida por James L. Conway, el escritor John D.F. Black propuso originalmente la historia, pero después de que Worley Thorne y Gene Roddenberry la modificaran, Thorne escribió el guion. Debido a los cambios en la historia, Black decidió recibir sus créditos bajo el seudónimo de Ralph Wills.
Ambientada en el siglo 24, la serie sigue las aventuras de la tripulación de la Flota Estelar de la nave espacial Enterprise-D de la Federación. En este episodio, Wesley Crusher (Wil Wheaton) es condenado a muerte después de violar la ley sin darse cuenta en un planeta alienígena. El Capitán Picard (Patrick Stewart) debe lidiar con el poderoso y misterioso protector del planeta mientras delibera sobre si violar la Primera Directiva para salvar la vida de Wesley.
Este fue el primer episodio de The Next Generation que presentó múltiples tomas filmadas en exteriores, con escenas filmadas en Van Nuys, Los Ángeles y la Biblioteca Huntington en Pasadena, California. "Justice" fue el segundo episodio más visto de la primera temporada, con 12,7 millones de espectadores. Sin embargo, en la revisión, el episodio recibió muchas respuestas negativas, y los críticos señalaron problemas con la calidad de la actuación y la trama.

## Trama
El USS Enterprise llega para tomar un permiso en tierra en el paradisíaco planeta recién descubierto Rubicun III. Un pequeño grupo de avanzada de la nave es enviado para reunirse con los Edo, los nativos del planeta. El capitán Picard (Patrick Stewart) envía a Wesley (Wil Wheaton) como parte del equipo visitante para evaluar el planeta en nombre de los jóvenes a bordo del Enterprise. A su llegada, son recibidos por Rivan (Brenda Bakke) y Liator (Jay Louden) de una manera muy cómoda, lo que provoca que el teniente Worf ( Michael Dorn) determine que es un "bonito planeta", mientras Wesley deja a los adultos para socializar con los adolescentes nativos. En el Enterprise, Data (Brent Spiner) informa que algo inusual orbita el planeta, pero no aparece nada en la pantalla de visualización. Envía una señal de comunicaciones que revela otra nave en órbita. Una pequeña bola de luz entra al puente y se comunica con Picard con voz retumbante, advirtiéndole que no interfiera con los Edo, llamándolos sus "hijos". Luego, el intruso incapacita a Data.
En Rubicun III, los Edo explican a la teniente Yar ( Denise Crosby) y a Worf que la pena capital se utiliza para hacer cumplir sus leyes. El equipo visitante se apresura a advertir a Wesley, solo para descubrir que accidentalmente rompió un invernadero mientras jugaba a la pelota con los jóvenes de Edo. Un mediador o policía de Edo intenta darle a Wesley una inyección letal por esta infracción de la ley, pero Yar y Worf sacan sus fásers. En el barco, la esfera abandona el cuerpo de Data y se marcha. Picard, al enterarse de la situación con Wesley, se transporta a la superficie. Se reúne con representantes de Edo en una cámara del consejo y les explica que la Tierra ya no practica la pena capital. Algunos Edo interpretan esta postura como un intento de la Federación de impulsar su superioridad y sugieren que Picard debería organizar un esfuerzo de rescate para el niño. Él dice que no puede, citando la Primera Directiva.
Picard pregunta sobre la misteriosa nave en órbita y descubre que los Edo la adoran como a un dios. Regresa a su barco con Rivan y la consejera Troi (Marina Sirtis). Rivan ve la extraña nave desde la órbita y confirma que es el dios de Edo. Ella es transportada de regreso a la superficie cuando la nave amenaza al Enterprise con sacarla del planeta, y que el capitán y el resto de la nave ahora deben compartir el destino de Wesley según el código Edo. Los datos revelan que, mientras esté en comunicación con la entidad, ésta protegerá a los Edo como si fueran sus hijos. Después de considerar sus opciones, Picard regresa a la superficie del planeta y anuncia que está dispuesto a arriesgarse a la ira de la entidad. Ordena el transporte de Wesley al Enterprise, pero la entidad inutiliza los transportadores y nuevamente amenaza con destruir el resto de la nave. 
Picard ya ha tenido suficiente y le ruega al dios Edo que las leyes deben permitir excepciones para garantizar la justicia, y después de esta declaración, los transportadores vuelven a estar en línea, lo que permite que el equipo visitante regrese. Al abandonar el planeta, Picard se comunica con la entidad para informarle que se van y que eliminarán a los colonos recientemente colocados en un sistema estelar cercano bajo la jurisdicción reclamada de la entidad, si la entidad así lo expresa. Sin embargo, la oferta final fue rechazada cuando la entidad le informa a Picard que se mantenga alejado del Edo antes de desaparecer. Picard lamenta no haber comunicado más y el Enterprise parte.

## Producción
El discurso original de John D.F. Black incluía una historia sobre la pena capital. Su idea se basó en un tratamiento cinematográfico que detalla el planeta colonia de Llarof donde se impone la pena capital para cualquier delito excepto contra aquellos que están inmunes a la ley. En el tratamiento, un oficial de seguridad es asesinado por un agente de la ley local, quien luego es asesinado por su compañero por matar injustamente al tripulante del Enterprise. El planeta habría tenido una facción rebelde que quería derrocar las leyes, que Picard se negó a respaldar inicialmente citando la Primera Directiva. Un segundo borrador presentaba a un líder rebelde ejecutado por traición.  Black explicó la premisa de una sociedad que desarrolló leyes para prevenir el terrorismo y el caos: "Digamos que lo que hacemos es matar a todos los terroristas o sospechosos de serlo. Ahora, las personas que han matado a todos, ¿qué hacen?" 
La idea fue reescrita por el creador del programa Gene Roddenberry y el escritor Worley Thorne. Fueron Roddenberry y Thorne quienes crearon la entidad divina y sexuaron el Edo.  James L. Conway dirigió el episodio, después de haber terminado el episodio de MacGyver, "Jack in the Box".  Josh Clark, que interpreta a un oficial de Conn en "Justice", aparece más tarde como el teniente Joe Carey en las siete temporadas de Star Trek: Voyager. 
"Justice" es el primer episodio de Star Trek: The Next Generation filmado principalmente en locaciones, y la primera de cualquier escena en locaciones distintas a las ambientadas en la holocubierta en "Encounter at Farpoint". Las escenas filmadas en el Jardín Japonés (Planta de recuperación de agua de Tillman) en Van Nuys, Los Ángeles,  estaban ubicadas debajo de la ruta de vuelo del aeropuerto de Van Nuys. El ruido de los aviones era tan fuerte que los actores tuvieron que volver a grabar sus líneas en el estudio.  El rodaje de la escena en la que Wesley choca contra el invernadero se produjo en los terrenos de la Biblioteca Huntington en Pasadena, California. 
El libro de 2012, Star Trek: The Next Generation 365, señala que la planta de recuperación de agua de Tillman tuvo tanto éxito como lugar de rodaje que se reutilizó para la producción en el episodio "The First Duty" y varias veces más como lugar de rodaje para otros programas que incluyen Star Trek: Deep Space Nine.

## Recepción
"Justice" se emitió por primera vez en distribución televisiva el 8 de noviembre de 1987. Recibió calificaciones de Nielsen de 12,7 millones, colocándolo en el tercer lugar en la franja horaria.  Ocupó el segundo episodio más visto de la primera temporada, después del estreno "Encounter at Farpoint", que fue visto por 15,7 millones de espectadores.
Varios críticos volvieron a ver el episodio después del final de la serie. El miembro del reparto Wil Wheaton vio "Justice" para AOL TV en diciembre de 2006. Observó problemas con su actuación y el desarrollo de la trama, particularmente cuando Picard transporta a la mujer Edo al Enterprise. Wheaton sintió que las acciones de Picard eran una clara violación de la Directiva Principal que, por lo demás, estaba en el centro del episodio. Por otro lado, pensó que el episodio mostraba una dinámica adecuada entre Picard y la tripulación del puente, y creía que abordaba un problema ético real de una manera que se ve con más frecuencia en la serie de televisión Battlestar Galactica de 2004. Wheaton le dio a "Justice" una calificación de B+.
Keith DeCandido revisó el episodio para Tor.com en mayo de 2011. Dijo que el episodio "se derrumba bajo el peso de su propia ridiculez",  y criticó a los Edo como caricaturas.  DeCandido pensó que la trama que involucraba a Wesley era predecible, pero que el guion de Picard ayudó a consolidarlo como un "gran personaje".  Le dio al episodio una puntuación de dos sobre diez. 
James Hunt revisó el episodio de Den of Geek en noviembre de 2012. Le gustó la idea central, pero dijo que era típica de la mala calidad de los primeros episodios de la serie. Hunt también pensó que no se abordaron múltiples detalles de la trama, como el origen de la entidad alienígena y la razón por la que Edo le teme. Jamahl Epsicokhan para su sitio web Jammer's Reviews, dijo que el episodio presentaba "otra forma de vida infinitamente superior del cliché de Trek", y presentó un debate que era "más obtuso que esclarecedor". Le dio una puntuación de uno sobre cuatro. En 2018, CBR incluyó este episodio en una lista de episodios de Star Trek que son "tan malos que deben verse".
WhatCulture clasificó este episodio como el 16º peor episodio de Star Trek.En 2019, ScreenRant lo clasificó como el séptimo peor episodio de Star Trek: The Next Generation según las calificaciones de IMDb, que era 6 sobre 10 en ese momento.

## Lanzamiento doméstico
"Justice" se lanzó por primera vez en casete VHS en los Estados Unidos y Canadá el 1 de julio de 1992.  El episodio se incluyó más tarde en la caja de DVD de la primera temporada de Star Trek: The Next Generation, lanzada en marzo de 2002.  El episodio fue lanzado como parte del Blu-ray de la primera temporada lanzado el 24 de julio de 2012.  El Blu-Ray presenta el episodio en formato de vídeo 1080p con 7.1 DTS-HD Master Audio.
Los episodios desde "Encounter at Farpoint" hasta "Datalore" se lanzaron en Japón en LaserDisc el 10 de junio de 1995, como parte de First Season Part 1.  Esto incluyó el episodio de la primera temporada "Justice", y la caja tiene una duración total de 638 minutos en varios discos de vídeo ópticos de 12 pulgadas. 